# Eszkáros
Eszkáros (1899-ig Szkáros, szlovákul: Skároš) község Szlovákiában, a Kassai kerület Kassa-környéki járásában.

## Fekvése
Kassától 20 km-re délkeletre, Hollóházától 6 km-re északra fekszik a magyar határ mellett.

## Története
1270-ben „Skarus” néven említik először, Füzér várának uradalmához tartozott. A korábbi birtokos Aba nemzetség kihalása után, 1335-ben Károly Róbert a Drugetheknek adta. 1387-ben már állt temploma is. 1427-ben 15 portát számláltak a faluban, ez mintegy száz lakost jelentett.
Eszkáros várát valószínűleg a 13.–14. században építették. Az Aba nemzetségé volt, majd a faluval együtt a vár is a Drugetheké lett. A 15. századi husziták elleni hadjáratokban pusztulhatott el, 1458-ban már rom volt, ma csekély falmaradványai láthatók.
A 18. század végén Vályi András így ír róla: „SZKÁROS. Magyar falu Abaúj Várm. földes Ura Gr. Fekete, és több Uraságok, lakosai külömbfélék, fekszik Alsó Mislyéhez közel, és annak filiája; határja jól termő.”
Fényes Elek 1851-ben kiadott geográfiai szótárában így ír a faluról: „Szkáros, magyar falu, Abauj vmegyében, egy hegy alatt, 459 lak. Ut. p. Kassa.”
Borovszky monográfiasorozatának Abaúj-Torna vármegyét tárgyaló része szerint: „Folytatva utunkat a sátoraljaujhelyi uton, Szkárosra érünk, melynek 68 háza, 405 magyar és tót ajku lakosa van. Postája: Zsadány, távirója: Alsó-Mislye.”
A trianoni diktátumig Abaúj-Torna vármegye Füzéri járásához tartozott, ezután az új csehszlovák állam része lett. 1938 és 1945 között újra Magyarország része.
2010. december 17-én helyezték forgalomba az 1 740 387 eurós beruházással elkészült, a szomszédos Hollóházára vezető közutat.

## Népessége
| Év:            | 1994. | 2004.    | 2014.   | 2024.   |
| -------------- | ----- | -------- | ------- | ------- |
| Emberek száma: | 947   | 1052     | 1117    | 1162    |
| Eltérés:       |       | +11,08 % | +6,17 % | +4,02 % |

| Év:            | 2023. | 2024.   |
| -------------- | ----- | ------- |
| Emberek száma: | 1148  | 1162    |
| Eltérés:       |       | +1,21 % |

A falut 1910-ben 431-en, többségében magyar anyanyelvűek lakták, 33%-os szlovák kisebbséggel.
2001-ben 1013 lakosából 991 szlovák volt.
2011-ben 1113 lakosából 1010 szlovák és 87 cigány volt.

## Nevezetességei
- Eszkáros várának csekély maradványai.